# Чередник парасольковий
Чередник парасольковий, чередник зонтичний (Rindera umbellata) — вид рослин з родини шорстколистих (Boraginaceae), поширений у колишній Югославії, Болгарії, Румунії, Угорщині, Молдові, Україні.

## Опис
Багаторічна рослина 15–40 см. Рослина в молодому стані б. ч. і до кінця вегетації сіра від густого м'якого запушення. Листки довгасто-лінійні, загострені. Завитки зібрані зонтикоподібне суцвіття. Чашечка при плодах до 14 мм довжиною. Віночок помаранчевий, дещо перевищує чашечку, з тупими червоними лусочками в зеві.

## Поширення
Поширений у колишній Югославії, Болгарії, Румунії, Угорщині, Молдові, Україні.
В Україні вид зростає на степових схилах, піщаних місцях — у південно-західній частині Степу, зрідка (Одеська область, околиці міста Болграда; Тарутинський район, село Лісне).